# 張錫庚 (清朝)
張錫庚（？—1861年），字秋航，號星白。江蘇丹徒人。

## 生平
張錫庚是大學士張玉書裔孫。道光十六年（1836年）丙申科中二甲第一名進士，選庶吉士，授編修，遷御史，擢順天府丞。历太仆寺卿、左副都御史。咸丰八年，督浙江学政。官至刑部右侍郎。咸豐十一年（1861年），太平軍陷杭州，锡庚曰：“吾大臣也，不可辱国！”遂自缢。朝廷追諡文貞。